# Île du Massacre
L'île au Massacre est une île du Québec (Canada) localisée dans le parc national du Bic. 
Peu d'éléments évoquant l'événement[Lequel ?] ont été découverts sur l'Île au Massacre, probablement en raison des centaines d'années qui se sont écoulées et les constants lavages par la marée des berges qui entourent l'Île.
Toutefois, on a trouvé des ossements humains qui auraient appartenu aux Micmacs et Abénakis qui furent décimés par les Iroquois dans une caverne qui se trouve dans une falaise rocheuse accessible à marée basse. Ces ossements ont été retirés à la demande des Premières Nations et sont maintenant exposés au Musée National des Premières Nations.
Au moment du massacre, un feu aurait été allumé à l'entrée de la caverne pour y asphyxier les occupants. C'est ce qui explique la couche épaisse de suie qui se trouve sur les parois de la caverne. On retrouve la même suie sur l'Île au Massacre.

## Toponymie
Selon la tradition orale autochtone, l'île aurait été le site d'un massacre d'Abénaquis et de Micmacs qui s'étaient cachés sur l'île dans le but d’échapper aux Iroquois. 
Ces évènements sont racontés dans les Relations du second voyage de Jacques Cartier et lui furent rapportés par Donnacona. Ils auraient eu lieu en 1533 ou quelques années avant.